# Willem Geubbels
Willem Geubbels (Villeurbanne, 16 augustus 2001) is een Frans  voetballer van Nederlandse en Centraal-Afrikaanse afkomst die doorgaans als aanvaller speelt. Hij verruilde Olympique Lyon in juli 2018 voor AS Monaco, dat circa €20.000.000,- voor hem betaalde.

## Clubcarrière
Geubbels doorliep de jeugdacademie van Olympique Lyon. Hij debuteerde op 23 september 2017 in het eerste elftal, tijdens een wedstrijd in de Ligue 1 thuis tegen Dijon FCO. Hij kwam toen hij in de 84ste minuut in het veld voor Lucas Tousart. De eindstand (3–3) stond toen al op het bord. Geubbels viel dat seizoen nog drie keer in en tekende in juni 2018 vervolgens bij AS Monaco. Dat betaalde circa €20.000.000,- voor hem aan Lyon. In het seizoen 2021/22 speelt hij op huurbasis voor FC Nantes.

## Clubstatistieken
| Seizoen | Club           | Land               | Competitie | Competitie | Competitie | Beker | Beker | Internationaal | Internationaal | Totaal | Totaal |
| Seizoen | Club           | Land               | Competitie | Wed.       | Dlp.       | Wed.  | Dlp.  | Wed.           | Dlp.           | Wed.   | Dlp.   |
| ------- | -------------- | ------------------ | ---------- | ---------- | ---------- | ----- | ----- | -------------- | -------------- | ------ | ------ |
| 2017/18 | Olympique Lyon | Vlag van Frankrijk | Ligue 1    | 2          | 0          | 1     | 0     | 1              | 0              | 4      | 0      |
| 2018/19 | AS Monaco      | Vlag van Frankrijk | Ligue 1    | 1          | 0          | 1     | 0     | 0              | 0              | 2      | 0      |
| 2019/20 | AS Monaco      | Vlag van Frankrijk | Ligue 1    | 0          | 0          | 0     | 0     | —              | —              | 0      | 0      |
| 2020/21 | AS Monaco      | Vlag van Frankrijk | Ligue 1    | 5          | 1          | 0     | 0     | —              | —              | 5      | 1      |
| Totaal  | Totaal         | Totaal             | Totaal     | 8          | 1          | 2     | 0     | 1              | 0              | 11     | 1      |

## Interlandcarrière
Geubbels maakte deel uit van verschillende Franse nationale jeugdselecties. Hij nam in 2017 met Frankrijk –17 deel aan zowel het EK –17 als het WK –17. Zijn ploeggenoten en hij werden in beide toernooien uitgeschakeld door Spanje –17.

## Persoonlijk
Geubbels heeft een Nederlandse vader en zijn moeder is afkomstig uit de Centraal-Afrikaanse Republiek.